# 실린더 헤드
왕복 기관에서 실린더 헤드(cylinder head)는 실린더 위에 위치하며, 연소실의 상부를 형성한다. 사이드밸브 엔진에서 헤드는 점화 플러그와 아마도 냉각 핀을 포함하는 단순한 금속판이다. 더 현대적인 오버헤드 밸브 및 오버헤드 캠샤프트 엔진에서는 헤드가 흡기 및 배기 통로를 포함하고 종종 냉각수 통로, 밸브 트레인 구성 요소, 연료 분사 장치를 포함하는 더 복잡한 금속 블록이다.

## 실린더 헤드의 수
피스톤 엔진은 일반적으로 실린더 뱅크당 하나의 실린더 헤드를 갖는다.
오늘날 대부분의 현대 엔진은 "직렬" (인라인) 레이아웃을 가지며 모든 실린더에 사용되는 단일 실린더 헤드를 사용한다.
"V" 레이아웃 또는 "플랫" 레이아웃을 가진 엔진은 일반적으로 두 개의 실린더 헤드(각 실린더 뱅크당 하나)를 사용하지만, 소수의 '협각' V 엔진(폭스바겐 VR5 및 VR6 엔진과 같은)은 두 뱅크에 걸쳐 단일 실린더 헤드를 사용한다.
대부분의 성형 엔진은 각 실린더에 하나의 헤드를 갖지만, 이는 일반적으로 헤드가 실린더의 통합 부분으로 만들어지는 모노블록 형태이다. 이는 오토바이에도 흔하며, 이러한 헤드/실린더 구성 요소는 배럴이라고 불린다.
일부 엔진, 특히 산업, 해양, 발전 및 중장비(대형 트럭, 기관차, 건설기계 등) 용도로 제작된 중형 및 대형 디젤 엔진은 각 실린더에 개별 실린더 헤드를 갖는다. 이는 단일 실린더의 고장 난 헤드 하나만 교체할 수 있어 수리 비용을 줄여준다. 이는 모든 실린더에 맞는 더 크고 훨씬 비싼 장치를 교체하는 것보다 훨씬 저렴하다. 이러한 설계는 엔진 제조업체가 새로운 실린더 헤드 설계 없이도 다양한 레이아웃 및 실린더 수를 가진 엔진 '패밀리'를 쉽게 생산할 수 있도록 한다.

## 엔진/밸브 트레인 구성
| 엔진 유형 (연대순)      | 캠샤프트 위치 | 흡기 밸브 위치 | 배기 밸브 위치 |
| ----------------------- | ------------- | -------------- | -------------- |
| 사이드밸브 (플랫헤드)   | 블록          | 블록           | 블록           |
| 흡기 오버 배기 (IOE)    | 블록          | 헤드           | 블록           |
| 오버헤드 밸브 (OHV)     | 블록          | 헤드           | 헤드           |
| 오버헤드 캠샤프트 (OHC) | 헤드          | 헤드           | 헤드           |

### 사이드밸브 엔진
플랫헤드 (사이드밸브) 엔진에서 모든 밸브 트레인 구성 요소는 블록 내에 포함되어 있으므로 헤드는 일반적으로 실린더 블록 상단에 볼트로 고정된 단순한 금속판이다. 사이드밸브 엔진은 한때 보편적이었지만 현재는 자동차에서 거의 사용되지 않으며, 잔디 깎는 기계, 제초기, 전기톱과 같은 소형 엔진에서만 거의 독점적으로 발견된다.

### 흡기 오버 배기 (IOE) 엔진
흡기 오버 배기 (IOE) 엔진은 사이드밸브와 오버헤드 밸브 설계의 요소를 결합했다. 1900년대 초 미국 오토바이에서 광범위하게 사용되었던 IOE 엔진은 1990년대까지 제한된 수로 생산되었다. IOE 엔진은 사이드밸브 엔진보다 효율적이지만, 더 복잡하고 크며 제조 비용이 더 많이 든다.

### 오버헤드 엔진 (OHV & OHC)
오버헤드 밸브 (OHV) 또는 오버헤드 캠샤프트 (OHC) 엔진에서 실린더 헤드는 포트라고 불리는 여러 공기 흐름 통로를 포함한다. 흡기 포트는 흡기 매니폴드에서 연소실로 연료+공기 흡기 충전물을 전달하고, 배기 포트는 연소 폐가스를 연소실에서 배기 매니폴드로 배출한다. 밸브는 포트를 열고 닫으며, 흡기는 배기와 앞뒤로 오프셋된다. 헤드에는 점화 플러그도 포함되어 있으며, 수랭식 엔진에서는 냉각수 통로도 포함된다.

#### 오버헤드 밸브 (OHV) 엔진
엔진 블록에 위치한 단일 캠샤프트는 푸시로드와 로커암을 사용하여 모든 밸브를 작동시킨다.
OHV 엔진은 일반적으로 동등한 OHC 엔진보다 더 작고, 부품 수가 적어 생산 비용이 저렴하지만, 일부 미국 V8 엔진을 제외하고는 OHC 설계로 거의 대체되었다.

#### 오버헤드 캠샤프트 (OHC) 엔진
오버헤드 캠샤프트 (OHC) 엔진은 캠샤프트를 연소실 위의 실린더 헤드에 위치시킨다. 푸시로드를 제거하면 밸브 트레인 관성이 줄어들고 최적화된 포트 설계를 위한 공간이 확보되어, 둘 다 동력 잠재력을 증가시킨다.
단일 오버헤드 캠샤프트 (SOHC) 엔진에서 캠샤프트는 밸브 열 사이에 중앙에 위치하거나, 단일 밸브 열 위에 직접 위치할 수 있다 (태핏으로 로커암 작동 대체). SOHC 엔진은 1960년대부터 1990년대까지 널리 사용되었다 (푸시로드를 제거했지만 여전히 로커암을 사용한다).
이중 오버헤드 캠샤프트 (DOHC) 엔진은 각 오프셋 밸브 열(흡기 안쪽, 배기 바깥쪽) 위에 직접 캠샤프트를 위치시킨다. DOHC 설계는 밸브의 최적 크로스플로우 위치를 허용하여 더 높은 RPM 작동을 제공한다. 이들은 일반적으로 동등한 OHV 또는 SOHC 엔진보다 크기(특히 폭)가 더 크다. 더 많은 부품이 생산 비용을 증가시키더라도 DOHC 엔진은 1990년대부터 자동차 엔진에서 널리 사용되었다.

## 갤러리

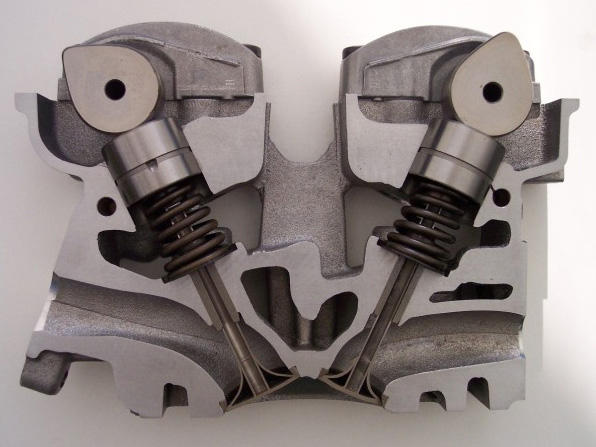
DOHC 헤드 - 단면도
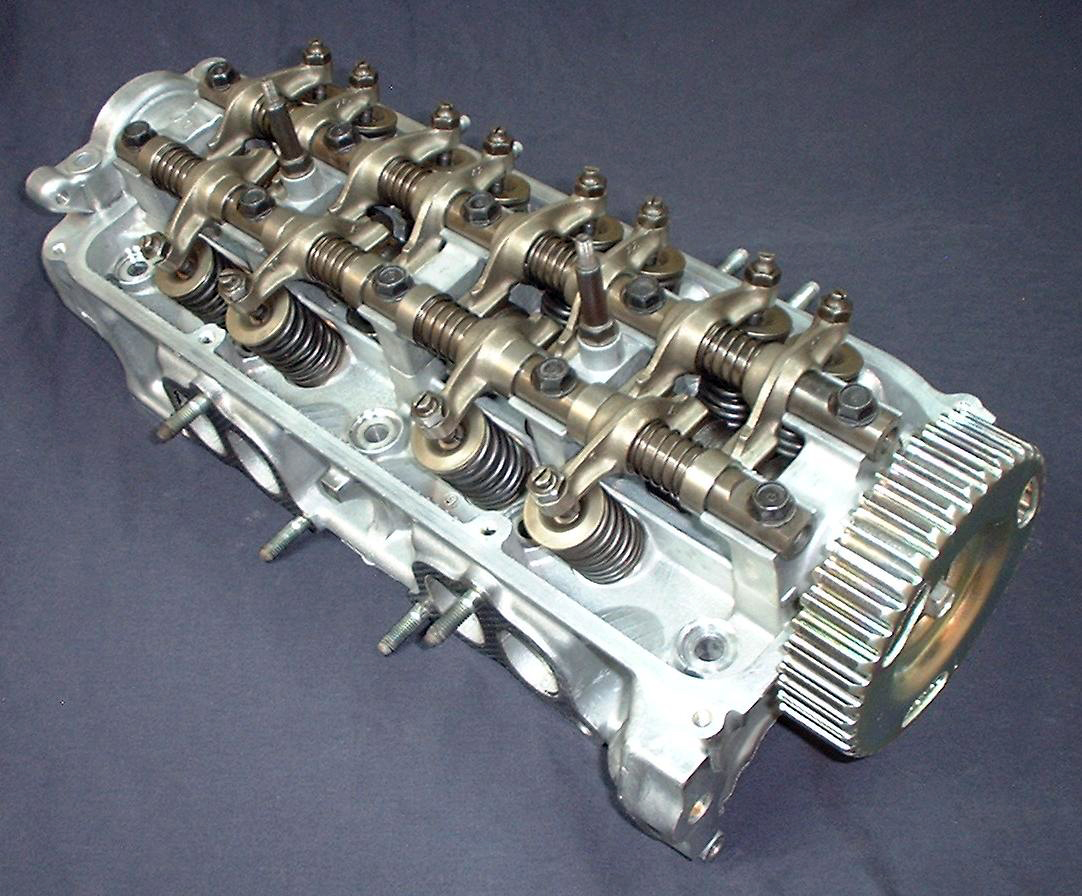
SOHC 혼다 D15A3 엔진
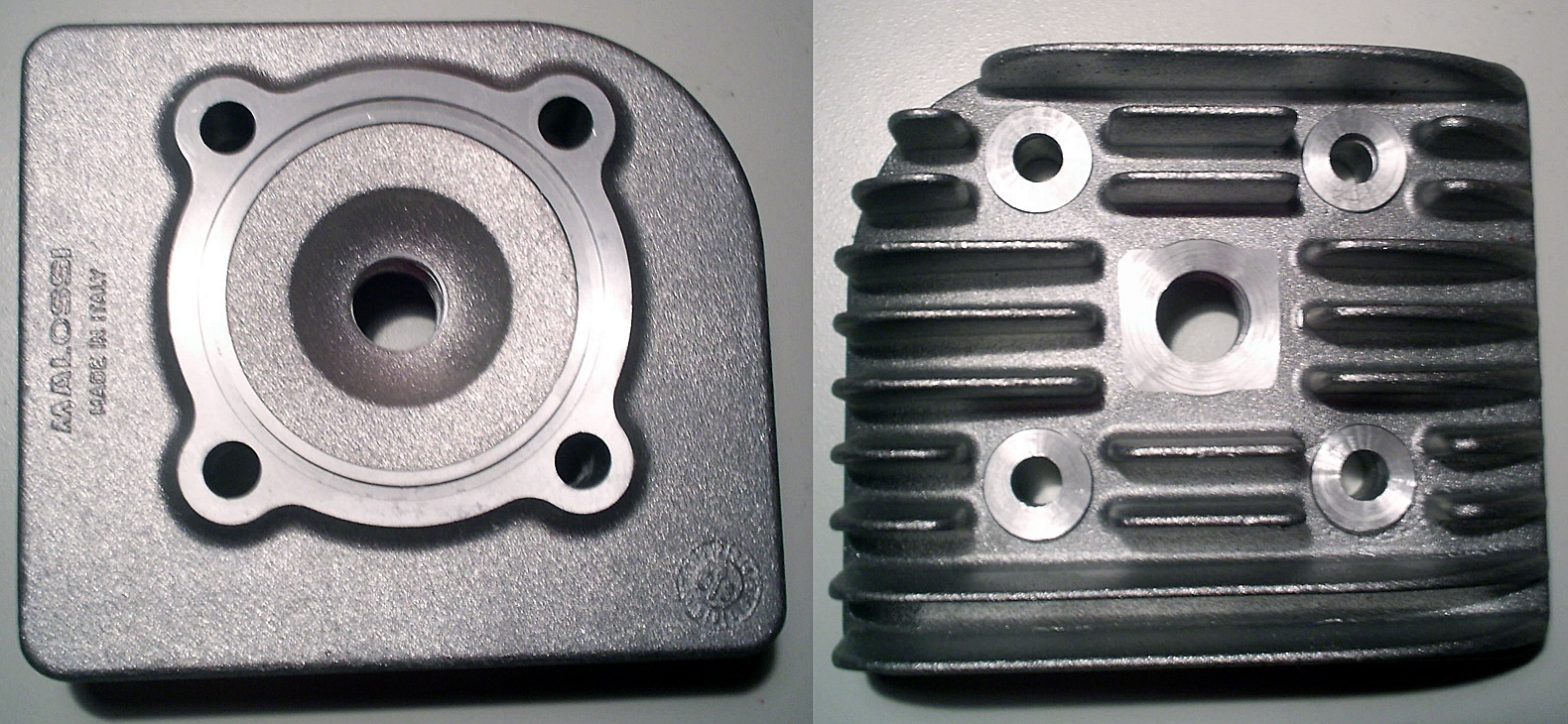
플랫헤드 모토 모리니 스쿠터용 헤드 (왼쪽의 하단 상단 부품, 오른쪽의 상단 부품)
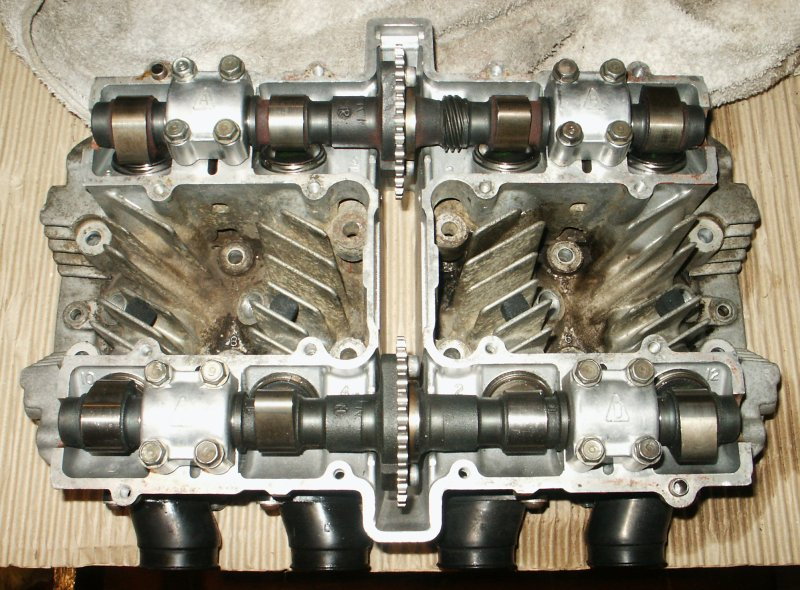
공랭식 스즈키 GS550 엔진용 DOHC 헤드
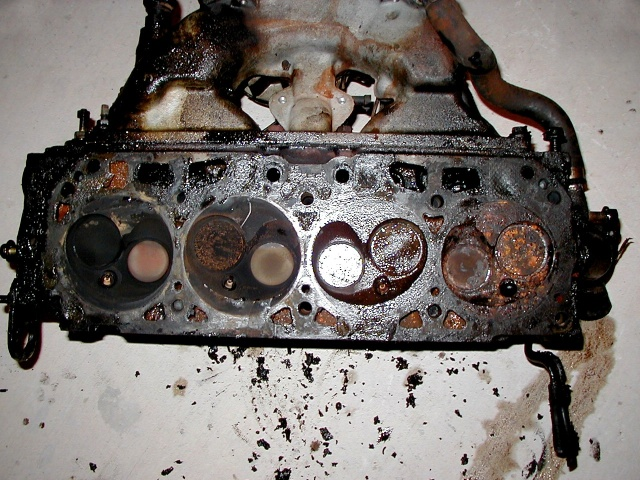
OHV GMC 밴용 헤드 (아랫면 보기, 밸브 및 배기 매니폴드도 보임)